# يورا إشعيا
يورا إيشايا (1933 في العراق - 1992) هو لاعب كرة قدم عراقي آشوري. وهو أول لاعب عراقي يلعب في إنجلترا على الإطلاق.

## مسيرته الرياضية

### المنتخب العراقي
لعب مع المنتخب العراقي في 80 مباراة، كما مثل المنتخب العراقي في أول مباراة للمنتخب ضد منتخب تركيا حيث خسر المنتخب 6-0 في عام 1956 لكن بعد 8 أيام انتصر المنتخب العراقي على نضيره الإيراني وسجل خلالها هدف واحد ومثل المنتخب في تصفيات الألعاب الأولمبية 1960 و 1964 وفي أول مباراة رسمية ضد المنتخب المغربي في الألعاب العربية 1957 حيث انتهت المباراة بالتعادل

### الألعاب العربية 1956
لعب يورا في المباريات الثلاثة جميعها التي لعبها المنتخب العراقي، حيث سجل هدفان وصنع 3 اهداف وكانت نتائج الماريات كالاتي: التعادل مع المغرب (3-3) ثم الخسارة من تونس (3-2) فالانتصار على ليبيا (3-1)، ورغم خروج المنتخب الا ان الاعلام أشاد بأداء المنتخب وارجع الخروج إلى قلة الخبرة

### القوة الجوية
حقق يورا مع القوة الجوية عديد الانجازات اهمها كانت في موسم 1963 عندما فاز بالدوري والكأس ودوري العسكري وفاز على الاهلي المصري 2-0.

### الاحتراف في أوروبا
في عام 1952 اجريت مباراة بين القوة الجوية والسويس عندما كان نادي السويس ذا إدارة إنكليزية استطاع يورا من تسجيل هاترك في تلك المباراة وكان مدرب السويس هو مالك نادي بريستول واتفورد الإنكليزي ووافق على العرض الذي قدم له من النادي واعتبر بذلك أول لاعب عراقي يحترف في أوروبا وانكلترا.

### مسيرته التدريبية
درب القوة الجوية 1971 وحقق معهم الدوري العسكري في نفس الموسم ثم انتقل ليدرب فرق الشباب في السويد حقق خلالها الدوري السويدي للشباب بعدها درب بعض الاندية المحلية.

## الاعتزال
اعتزل مطلع عام 1971 اجباري لانه تزوج من امراة سويدية وهذا ما رفضه الاتحاد.

## وفاته
توفى في وحده تدريبية للنادي السويد الذي كان يدربه عام 1992.

## انجازاته
- الدوري العراقي 1963 - 1964
- كاس العراق 1963
- الدوري العسكري 1963 - 1964 - 1969 - 1970
- شارك في الألعاب العربية 1957
- هداف الدوري العراقي 1962 - 1963 - 1960- 1965 -1970
- شارك في أول مباراة في تاريخ المنتخب العراقي خسارة 6-0
- شارك في أول مبلراة رسمية في تاريخ المنتخب العراقي تعادل3-3
- شارك في أول مباراة انتصر بها العراق على ايران5-3
- شارك في أول مباراة رسمية انتصر بها العراق على ليبيا 3-1

## روابط خارجية
- يورا إشعيا على موقع ناشيونال فوتبول تيمز (الإنجليزية)